# DEUX FOREVER
《DEUX FOREVER》는 듀스의 베스트 앨범이자 그들의 마지막 앨범이다. 타이틀 곡인 〈사랑, 두려움〉은 김성재의
솔로 앨범 작업 당시부터 제작되어있던 곡으로 이후 이현도가 자신의 목소리를 덧입혀 듀스의 마지막 곡으로서 세상에 알려지게 되었다.

## DISK 1
전체 작곡: 이현도
- 전체 편곡: 이현도| #             | 제목                   | 작사·작곡     | 재생 시간 |
| ------------- | ---------------------- | ------------- | --------- |
| 1.            | 〈Intro-DEUX FOREVER〉 | 이현도        | 2:15      |
| 2.            | 〈나를 돌아봐〉        | 이현도        | 3:46      |
| 3.            | 〈알고 있었어〉        | 이현도        | 4:30      |
| 4.            | 〈그대, 지금, 다시〉   | 이현도        | 3:40      |
| 5.            | 〈무제〉 (無題)        | 이현도        | 4:00      |
| 6.            | 〈빗 속에서〉          | 이현도        | 4:32      |
| 7.            | 〈Go! Go! Go!〉        | 이현도        | 4:07      |
| 8.            | 〈힘들어〉             | 이현도        | 3:54      |
| 9.            | 〈또 하나의 슬픔〉     | 이현도        | 4:07      |
| 10.           | 〈그 때〉              | 이현도        | 4:19      |
| 11.           | 〈우리는〉             | 이현도        | 3:33      |
| 12.           | 〈여름 안에서〉        | 이현도        | 5:41      |
| 13.           | 〈약한 남자〉          | 이현도        | 3:51      |
| 총 재생 시간: | 총 재생 시간:          | 총 재생 시간: | 52:31     |

## DISK 2
| #             | 제목                    | 작사·작곡     | 편곡          | 재생 시간 |
| ------------- | ----------------------- | ------------- | ------------- | --------- |
| 1.            | 〈떠나버려〉            | 이현도        | 이현도        | 3:53      |
| 2.            | 〈영원의 노래〉         | 이현도        | 이현도        | 4:29      |
| 3.            | 〈굴레를 벗어나〉       | 이현도        | 이현도        | 3:23      |
| 4.            | 〈다투고 난 뒤〉        | 이현도        | 이현도        | 4:56      |
| 5.            | 〈상처〉                | 이현도        | 이현도        | 3:41      |
| 6.            | 〈意識魂亂〉 (의식혼란) | 이현도        | 이현도        | 4:00      |
| 7.            | 〈Message〉             | 이현도        | 이현도        | 4:30      |
| 8.            | 〈말하자면〉            | 이현도        | 이현도        | 3:44      |
| 9.            | 〈너의 생일〉           | 이현도        | 이현도        | 3:32      |
| 10.           | 〈Hip Hop 정신〉 (精神) | 이현도        | 이현도        | 5:17      |
| 11.           | 〈사랑, 두려움〉        | 이현도        | 이현도        | 3:54      |
| 12.           | 〈친구에게〉            | 이현도        | 이현도        | 3:41      |
| 13.           | 〈성재를 위한 고요함〉  |               |               | 0:10      |
| 14.           | 〈사랑하는 이에게〉     | 이현도        | 이현도        | 4:50      |
| 총 재생 시간: | 총 재생 시간:           | 총 재생 시간: | 총 재생 시간: | 54:07     |